# 长影世纪城站
长影世纪城站是长春轨道交通3号线与6号线的地铁车站，是一个换乘站，位于中国吉林省长春市南关区净月大街与永顺路交叉口。3号线车站于2006年12月26日开通，6号线车站于2024年3月28日开通。本站为3号线南端终点站，也同为6号线东端终点站。

## 车站结构
长影世纪城站为3号线与6号线换乘站，其中3号线车站位于净月大街与永顺路交叉口西北侧，沿净月大街南北向设置，为地下一层侧式站台车站，站厅位于地面，地下一层为站台层，车站北侧设有交叉渡线，列车均在站前折返，两侧站台均有使用。6号线车站沿永顺路东西向设置，为地下二层局部三层侧式站台车站，车站长224.5米，主体结构宽22.6米，车站地下一层仅位于东侧，为站厅层兼换乘通道连通层，地下二层为站厅层，地下三层为站台层，东侧设有交叉渡线。两线采用通道换乘，通道连接3号线站厅西侧与6号线地下一层站厅东侧。
| 側式 · 開右邊车门 |  |                             |
|                   |  | █ 3号线往伪满皇宫（滑雪场） |
|                   |  | █ 3号线往伪满皇宫（滑雪场） |
| 側式 · 開左邊车门 |  |                             |

| 側式 · 開右邊车门 |  |                           |
|                   |  | █ 6号线往双丰（省博物院） |
|                   |  | █ 6号线落客               |
| 側式 · 開右邊车门 |  |                           |

## 车站出口
长影世纪城站共设4个出口，其中B出口连通3号线站厅，A、C、D出口连通6号线站厅，各出口及周围设施如下所示：
| 编号                  | 出入口信息               | 照片           | 无障碍设施     |
| 连通 3号线站厅        | 连通 3号线站厅           | 连通 3号线站厅 | 连通 3号线站厅 |
| --------------------- | ------------------------ | -------------- | -------------- |
| 出口 · B              | 永顺路北侧、净月大街西侧 |                | 不適用         |
| 连通 6号线站厅        |                          |                |                |
| 出口 · A              | 永顺路北侧               |                | 不適用         |
| 出口 · C · 升降机标志 | 永顺路南侧               |                |                |
| 出口 · D              | 永顺路南侧               |                | 不適用         |
| 註： 設有             |                          |                |                |

## 接驳交通

### 公交车
| 长影世纪城 | 长影世纪城     | 长影世纪城 | 长影世纪城   | 长影世纪城  |
| 编号       | 路线           | 路线       | 路线         | 备注        |
| ---------- | -------------- | ---------- | ------------ | ----------- |
| T68        | 吉林省博物馆   | ⇆          | 华庆路地铁站 | 原 68A      |
| T69        | 天工路轻轨车场 | ⇆          | 长影世纪城   | 原 68B      |
| G102       | 人民广场       | ⇆          | 吉林省博物馆 | 改经蓝桉路  |
| T335       | 旅游学院       | ⇆          | 吉林大路     | 约30分钟/班 |
| T340       | 毛家桥         | ⇆          | 黎明         | 定时班车    |
| T377K377   | 双阳客运东站   | ⇆          | 吉盛伟邦     |             |

## 车站历史
- 2006年12月26日，车站随3号线二期通车开通[1]。
- 2021年4月15日，因3号线南延线施工，车站暂时关闭[4]。
- 2021年7月1日，3号线车站重新开放[5]。
- 2024年3月28日，6号线开通运营，本站成为换乘站[2]。